# ヴァーペン・フォン・ハンブルク (1722年)
| 「ヴァーペン・フォン・ハンブルク」 （3代目）の模型。 |                                         |                  |
| 諸元                                                 |                                         |                  |
| 艦名                                                 | ヴァーペン・フォン・ハンブルク（3代目） |                  |
| 造船所                                               | ハンブルク                              |                  |
| 進水                                                 | 1722年                                  | 1722年           |
| 乗組員                                               | 135名                                   | 135名            |
| 技術情報                                             |                                         |                  |
| 艦種                                                 | 二層式護衛艦                            | 二層式護衛艦     |
| 全長                                                 | 約50 m                                  | 約50 m           |
| 全幅                                                 | 約14.5 m                                | 約14.5 m         |
| 推進方式                                             | 帆走                                    | 帆走             |
| 喫水                                                 | 5.5 m                                   | 5.5 m            |
| 武装（大砲）                                         |                                         |                  |
| 18ポンド砲                                           | 6                                       | 6                |
| 12ポンド砲                                           | 16                                      | 16               |
| 8ポンド砲                                            | 26                                      | 26               |
| 3ポンド砲                                            | 4                                       | 4                |
| 合計                                                 | 52門（最大60門）                        | 52門（最大60門） |

ヴァーペン・フォン・ハンブルク（ドイツ語: Wapen von Hamburg、3代目）は1722年に進水したハンブルクの護衛艦である。同艦はハンブルク提督府と商業委員会から発注され、護送船団を海外におけるハンブルクの貿易相手国まで護衛し、私掠船や海賊船の襲撃から守る任を帯びた。

## 時代背景

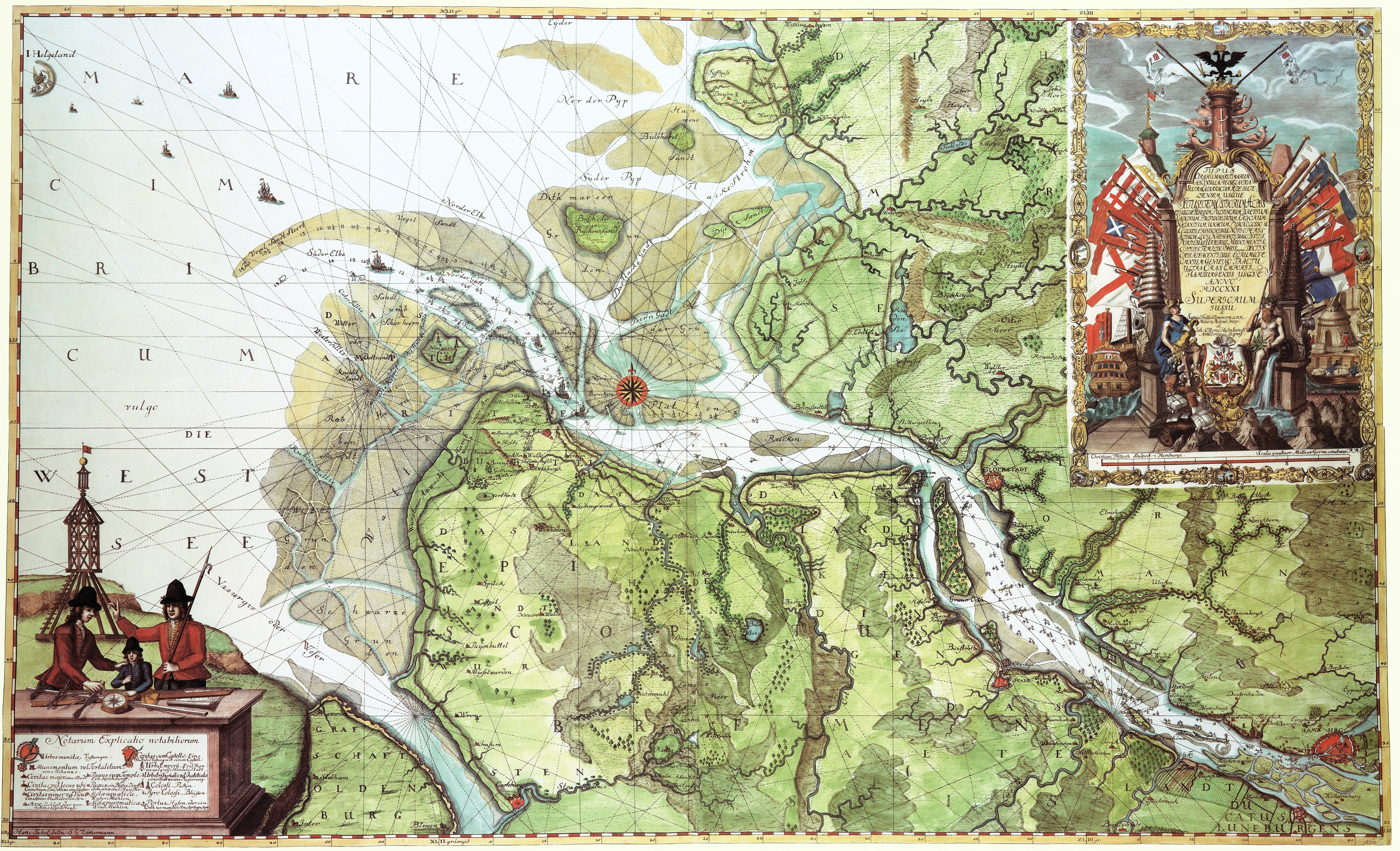
1721年頃のハンブルクとエルベ河口。

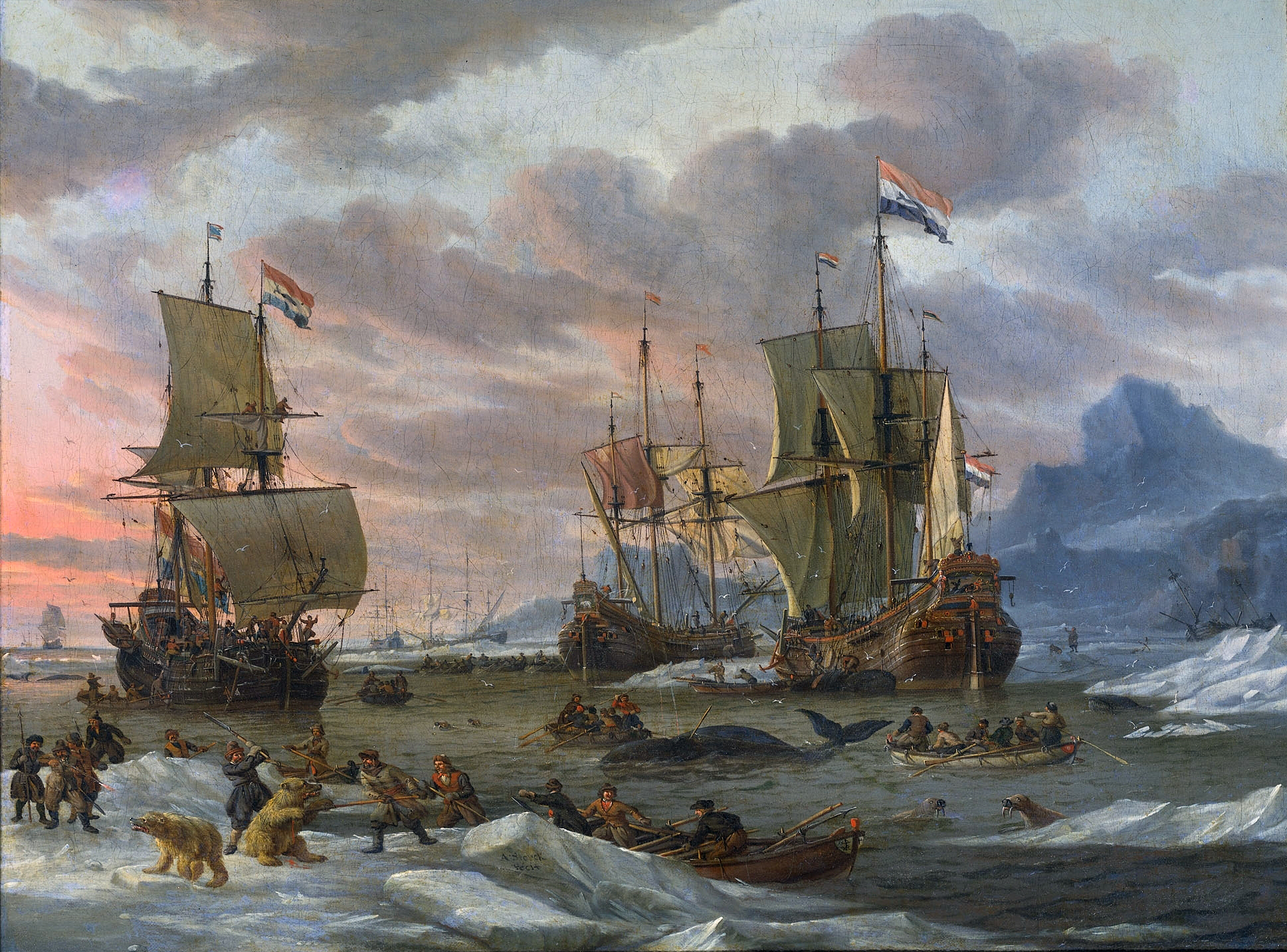
17世紀の北極海の捕鯨活動。

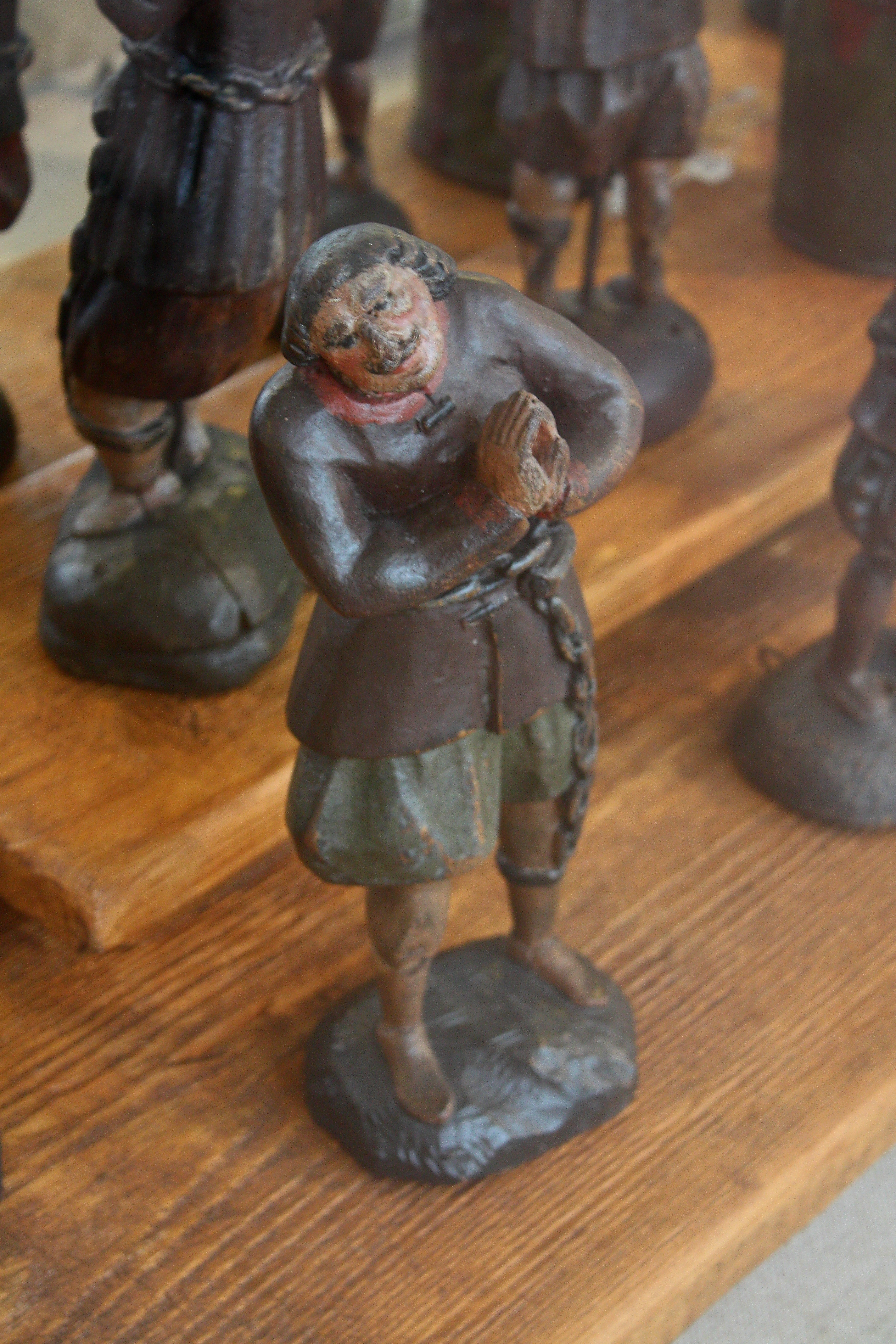
この奴隷の像は、奴隷となったハンブルクの船員の命運に思いを致させ、市民からの募金を喚起するための物であった。

ハンブルクは16世紀、ハンザ同盟の権威が失墜すると経済的な重要性を増大させていった。移住とそれに関連した交易相手の獲得により、帝国自由都市ハンブルクは17世紀中盤以降、ロンドンやアムステルダムと並び、現在で言えば世界都市に比肩する最重要の交易中心都市へと発展し、その交易関係はグリーンランドから地中海や白海にまで及んだのである。その際、非常に大切な寄港地はイベリア半島、イングランド、ネーデルラント、（捕鯨に関連して）北極海やアルハンゲリスクにあった。
商圏の拡大とキリスト教国の、とりわけ地中海における武力を伴う影響圏の拡大は必然的に対立を生み、最終的にイスラム教徒の海賊による、大いに損害をもたらす襲撃をも招いた。これらの私掠船はバルバリア諸国から出撃し、鈍重でしばしば無防備に近い、20隻から50隻の貿易船によって構成される船団を大いに消耗させていた。商船を大砲で武装（いわゆる武装商船）しても、その状況は大して変わらなかった。なぜなら、積荷に起因する鈍さはそのままだったからである。船は拿捕され、積荷は没収され、乗組員はしばしば奴隷となるか、身代金が支払われるまで最悪の環境下で拘束された。捕縛された船長や船員を買い戻すため、船乗りや航海士は「用心の欠片の金庫」（ドイツ語: Casse der Stücke von Achten）を設立した。これは身代金の支払いにあたって基となる保険である。この保険に参加できなかった者をも買い戻せるように、1623年には船主や乗組員の分担金、国家組織からの補助金および提督府の税金から構成される奴隷解放保険が創設された。しかしこれらの資金も充分ではなかったため、教会にも募金箱が置かれたほか、家庭でも募金活動が組織されている。
17世紀中に同じく海賊の攻撃によって著しい害を被り、対処に追われたイングランド、フランスとネーデルラントが1665年から1687年にかけて懲罰遠征をもってこれらの襲撃に対抗しようと試みた後、私掠船はその作戦範囲を地中海からジブラルタル、そして英仏海峡を越えてエルベ河口まで広げた。こうして海賊の活動範囲が広がった結果、海路を通じたハンブルクへの補給は部分的に滞り、時期によっては物資が逼迫に至ることさえあったのである。さらにキリスト教国間の戦争は、ますますハンブルクの経済問題となりつつあった。
例えばフランスは、グリーンランドへ向かい捕鯨やアザラシ狩りで得た物資を加工のためハンブルクへ運ぶ、同市とネーデルラントの船舶を拿捕するべくダンケルクから出航する私掠船の数を増やしていった。ネーデルラント、イングランド、フランス、ノルウェー、デンマークといった当事国のほか、ハンザ都市ブレーメンやブランデンブルク＝プロイセンも交易路の海賊問題に対応する必要から、対策として商船団の軍艦による護衛を許可した。
ハンブルクの指導層は、国際的な商業活動における自らの重要な地位を可能な限り持続的に確保するよう望み、同じく商船団の保護と、いわゆる護衛艦（ドイツ語: Convoyer、「コンヴォイアー」）による船団護衛の組織を決定した。このほか、1623年には特にこれらの艦艇の建造、艤装と維持に責任を負うハンブルク提督府が創設される。1665年、遂に交易路の安全を追求する商人と船乗りの需要を満たし、相応の支援を組織するために商業委員会が設立された。実際には最初の諸艦の建造が決まり、実行に移されるまでにハンブルク提督府の創設から40年以上を要している。その主な理由は「コンヴォイアー」への出資と、その維持を巡る意見の不一致であった。とりわけ海賊によるハンブルクの商船員の捕縛が続き、それに関連する個々の商人の莫大な経済的損失
の影響を受ける中、最終的に責任を負う者たちは、以後のこのような襲撃を阻止するべく出資上の合意形成と建艦の実行を余儀なくされた。
17世紀と18世紀、ハンブルクとその住民は交易に有害な軍事的紛争から距離を置き、紛争当事者に対して可能な限り中立を保とうと常に尽力していたため、「軍艦」という類別は明確に忌避された。その代わり公的には、攻撃よりも防御に適した艦種を指すとする「護衛艦」（ドイツ語: Konvoischiff、コンヴォイシッフ）や「市の護衛艦」（ドイツ語: Stadtkonvoischiff、シュタットコンヴォイシッフ）という分類が用いられている。事実上これらの艦艇は、武装を重視して建造されていたため全くもって軍艦と呼び得た。しかし、火力において海軍国の軍艦に追随できるものではなかったのである。
すなわち、これらの護衛艦は恒常的に船団護衛の任務を帯びる軍艦であった。そして1669年から1747年までハンブルクの護送船団を警護し、ハンブルクの交易を保障し、それによって一大交易都市としてのハンブルクの地位を持続的に確保していたのである。

## 来歴
1722年に進水した3代目「ヴァーペン・フォン・ハンブルク」はその名を冠した3隻目の護衛艦であり、32年間で25回の護送に従事した2代目「ヴァーペン・フォン・ハンブルク」と交代した。ハンブルクの会計課がこれ以上、必要な修理を承認しなかったからである。古い艦はまだ凌波性を保っていたが、これらの修理は同時に喫水の増加を意味するものであった。これは同時期のエルベ川が次第に浅くなってきていると判明し、特に川の浅瀬であるアルトナ砂州が喫水の深い船にとって危険になっていたため、甘受できるものではなかった。ゆえに1719年3月31日、この古い艦の解体が決定された。

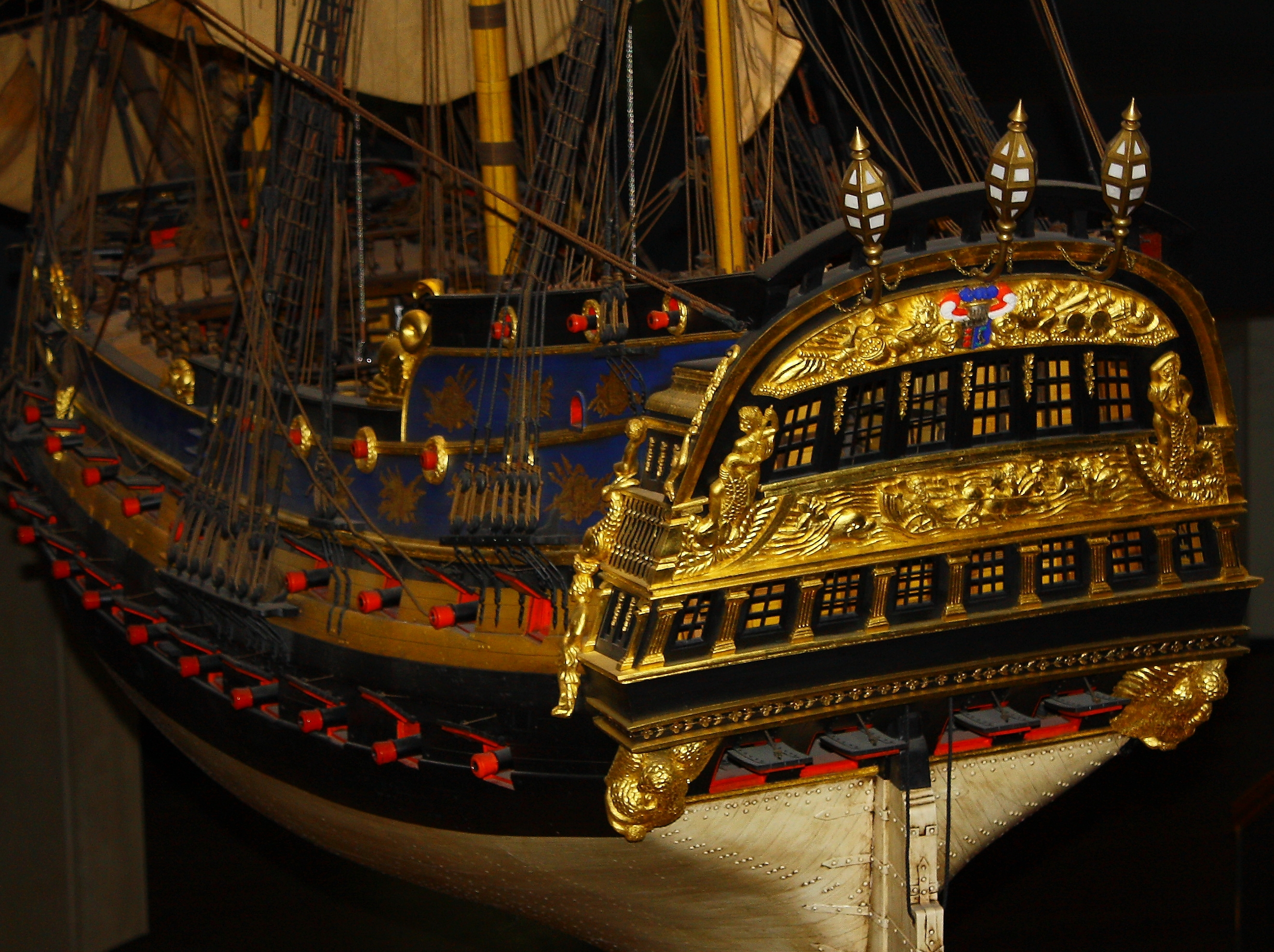
贅沢な装飾を施された艦尾。

新しい3代目「ヴァーペン・フォン・ハンブルク」の設計は船匠ヤーコプ・メンケと若ゲルト・ゲルトゼンが行い、最終的にメンケがハンブルクのある造船所で建造した。メンケは先代までの艦が伝統的に取り入れて来たネーデルラントの造船様式を採用せず、代わりにイギリス様式を参考にすると決める。ハンブルク商業委員会は上述のエルベ川の浅瀬を問題なく航行できるよう、メンケに喫水の浅い艦の建造を命じる。しかし基本的に喫水が深くなるイギリス式の建造様式は、この課題に反した。メンケはこの状況を無視し、発注者にイギリス様式の利点を納得させ、新しい護衛艦に関する自身の構想を実現させたのである。
この艦は1722年7月18日に竣工し、公衆に披露された。そして同年9月5日、護送船団委員長のベックホフと、その委員会による検収を受けている。

## 構造の詳細
新しい3代目「ヴァーペン・フォン・ハンブルク」の、艦首並びに艦尾の彫像による芸術的な仕上げは、彫刻家のヨハン・クリストファー・フォン・デア・ハイデに委託された。
金をふんだんに使用して装飾された艦尾正面には、ポセイドーンを主題とし、美しく彫刻された柱頭が数多くの付柱と調和するよう配置されたフリーズが窓の間に施された。また艦尾正面の上方には、2匹のライオンが抑えるハンブルクの大紋章が配置された。しかしこの紋章は、後に艦長であるタム家の紋章に置き換えられている。

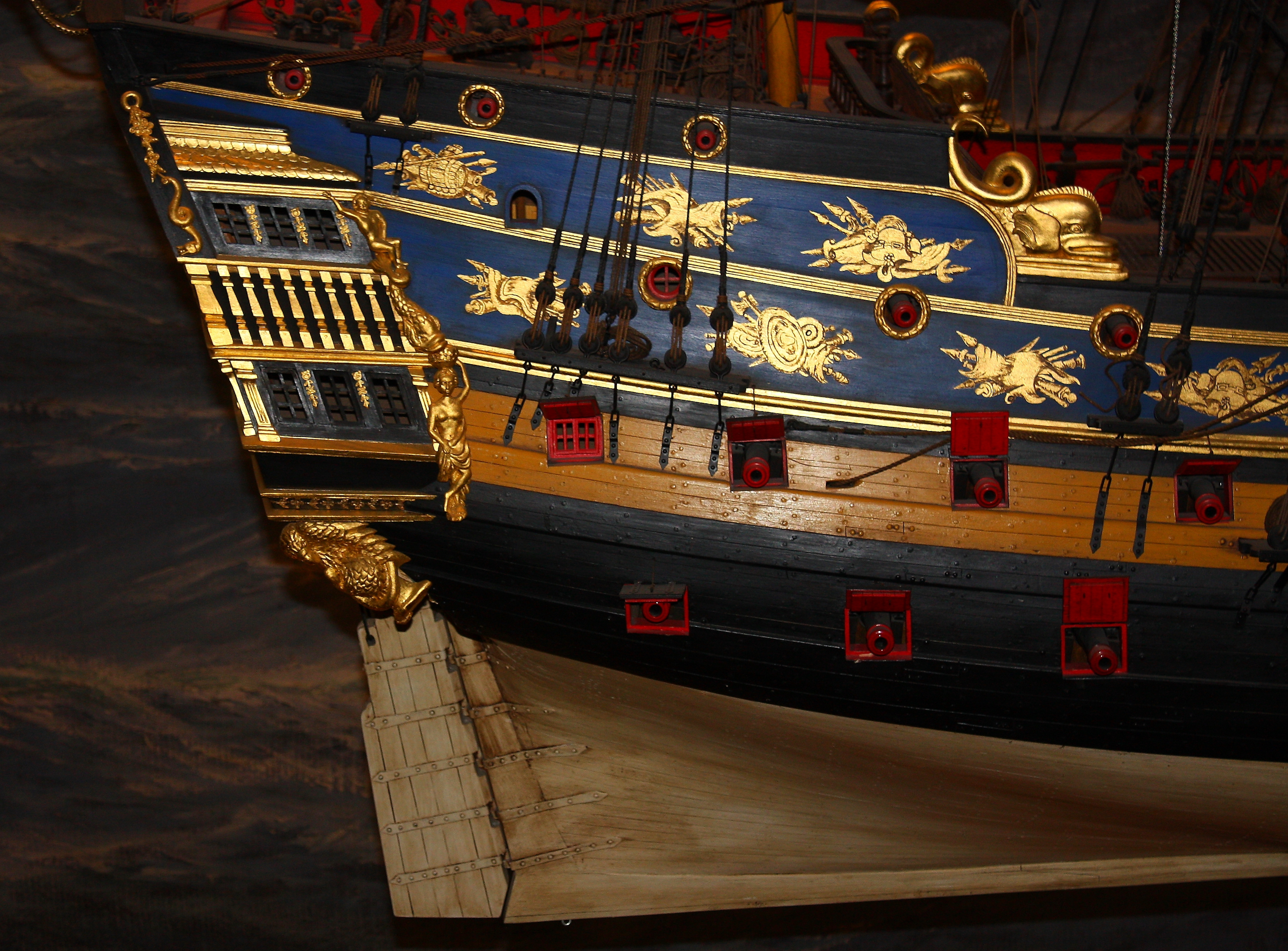
右舷のクォーター・ギャラリー。

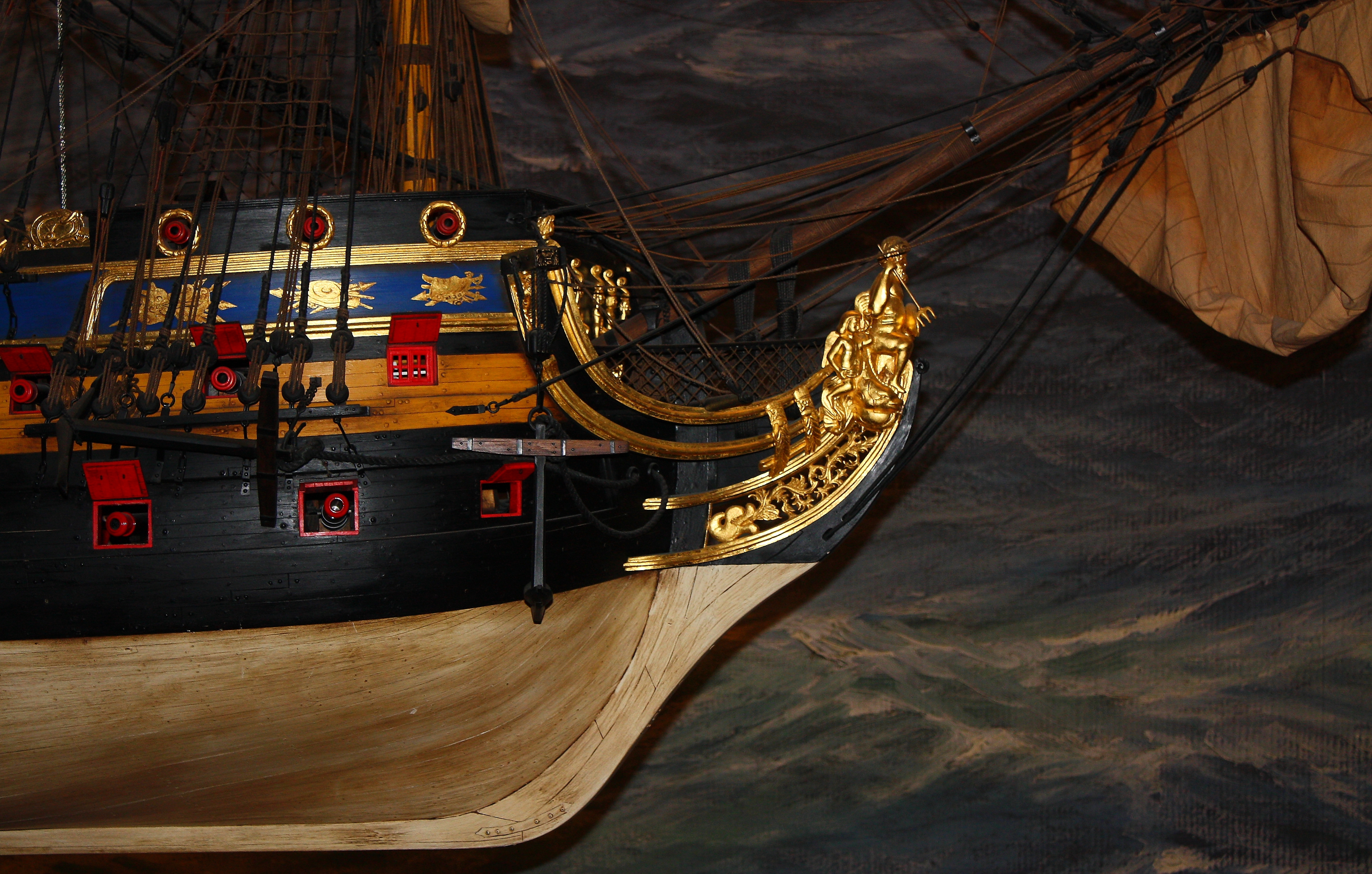
ポセイドーンを船首像としてあしらった水切り。

艦尾の全体は一対の鷲の翼に支えられているように見える。船首像としてフォン・デア・ハイデはポセイドーンの胸像を彫った。それにはイルカや法螺を吹くトリートーン、すなわち古代の様式と寓意を採用した像が付随していた。
艦体は艦尾に向かって細くなっており、二階建ての宮殿のような、バロック様式の艦尾構造が艦体に押し込まれたような形になっていた。艦尾側面には窓を伴うクォーター・ギャラリーがあり、船室から艦首が見えるようになっていた。また艦尾正面の内部には艦長室と、その下に士官室があった。船室とハンブルクの紋章の上部には3つの大きな舷灯が取り付けられており、伝統的な船尾部分の外観を完成させている。
3代目「ヴァーペン・フォン・ハンブルク」は、当時としては一般的な大型船向けのマスト3本に横帆を備えた（現在では「シップ」と呼ばれる）艦であった。さらに、ミズンマストには縦帆があった。そのほか、バウスプリットにはスプリットセイルを付けることができた。またバウスプリットの先端には檣頭が備わっており、もう一枚の横帆（ドイツ語: Oberblinde、オーバーブリンデ）を取り付けることが可能なジブブームがあった。
艦体の板張りは、舷墻を含めて平張りであった。
艦には52門から60門の大砲が搭載されており、大口径砲（18ポンド砲及び12ポンド砲）は下部の、そしてより軽い砲（8ポンド砲及び3ポンド砲）は上部の砲甲板や艦上構造物に配置されていた。砲は原則としてネーデルラント、もしくはスウェーデンから輸入したものであった。
浅くなり続けるエルベ川の水深に対処するべく、当初は喫水がわずか10フィートになるよう艦を設計することになっていた。しかし砲の搭載数の多さとイギリス式の建造様式によって喫水は大幅に増大し、問題となる。

## 就役後

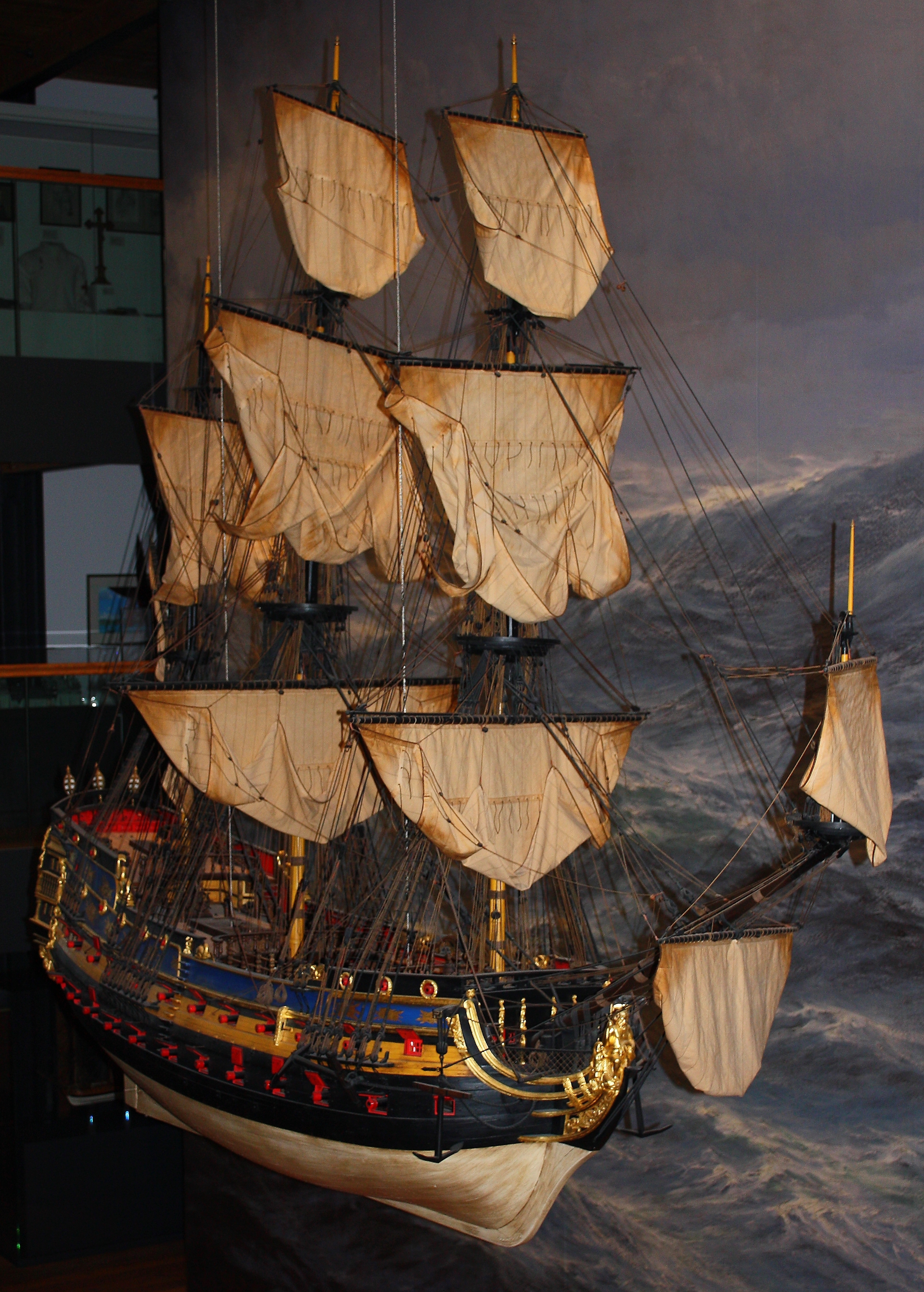
右舷から見た艦首。

マルティン・タム艦長の指揮下、3代目「ヴァーペン・フォン・ハンブルク」が現役で船団護衛に従事したのは2年間のみであった。その間に、同艦はイベリア半島へ向けて2回の航海に出ている。
この短い使用期間には、様々な理由があった。
船匠メンケは喫水にほとんど余裕を持たせなかったと見られ、艦は就役中に何度もエルベ川の底に接触している。構造上の実状と砲門数の多さに関連する重量により、艦の喫水は10フィートを大幅に超過し、座礁せずにエルベ川を通過するには平均を上回る満潮を待つ必要があった。こうして、同艦には不利な状況下で失われる危険が付きまとったのである。3代目「ヴァーペン・フォン・ハンブルク」の艦砲を減らして送り出すのは一つの選択肢であったが、それは護衛艦の本来任務と矛盾していた。
過大な喫水に起因する、極端に制限された艦の任務遂行能力はメンケの船匠としての能力を巡る激しい論争に繋がり、結局は後に発注された後継艦、4代目「ヴァーペン・フォン・ハンブルク」の建造が彼に許可されることはなかった。

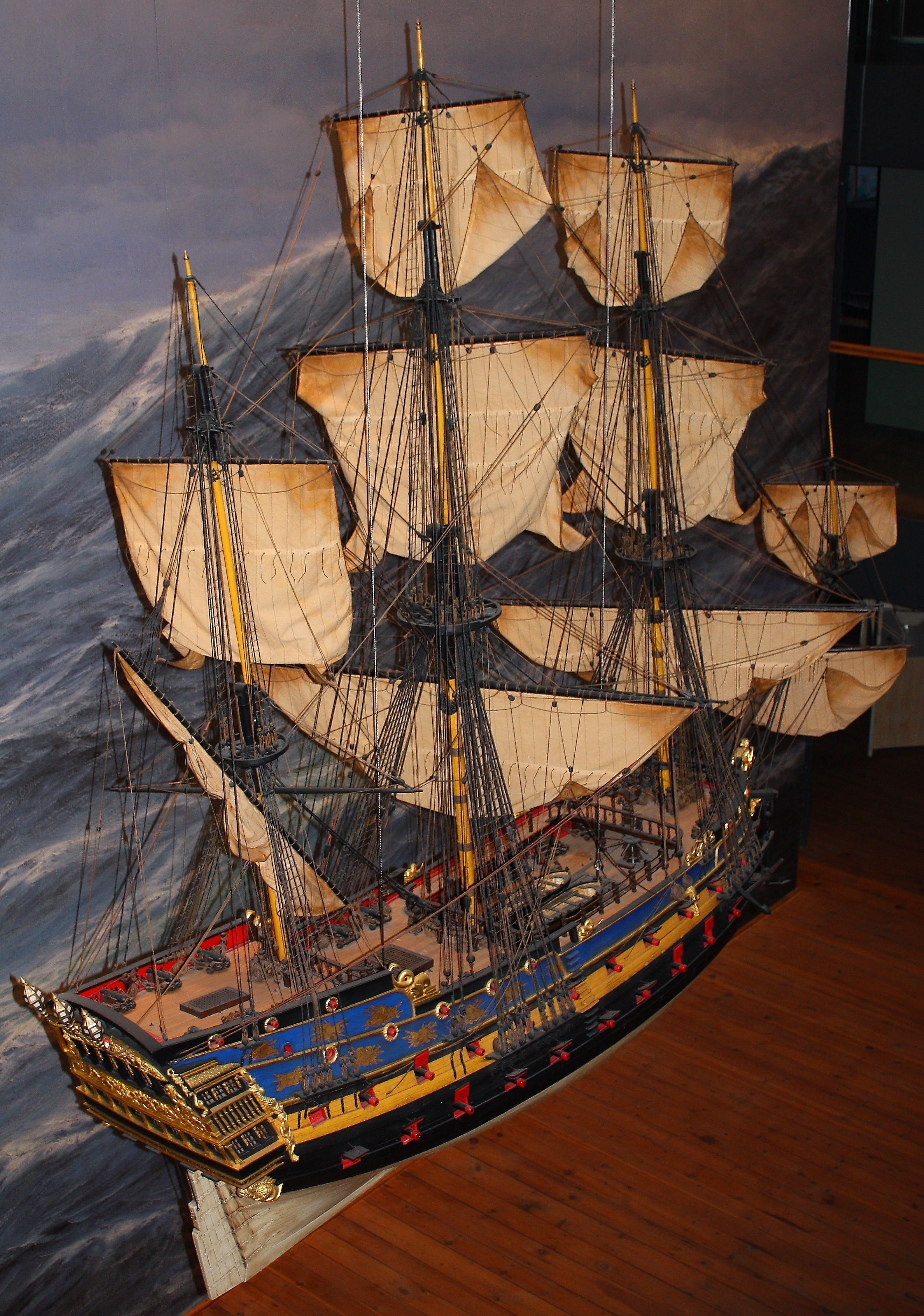
上甲板の全貌。

さらに、イギリスその他の各国が私掠船やその依頼者に貢納金を支払い、商船の無害通航に関して合意を形成したという事情が加わる。ハンブルクの船舶がイギリスの護送船団に加わっても必ずしも護衛を受けられず、各個に襲撃された一方、合意に守られた船の一部は見逃された。ハンブルクはこのような協定を提示することができなかったので、以後は多くの交易品がハンブルクの護送船団の代わりに、携行していた免状（「トルコ人通行証」など）のおかげで広範に私掠船の攻撃を免れていたイギリスその他の船舶で運ばれるようになる。こうして商品がハンブルクの船で運ばれることはほぼなくなり、護衛するべき船団もなくなったので、護衛の需要も必然的に消滅した。
かくして3代目「ヴァーペン・フォン・ハンブルク」は1724年からハンブルク港に係留され、新たな護衛命令を待つことになる。
しかし、そのような命令が発せられることは当分なかった上、塩分に乏しいエルベ川の水が遅かれ早かれ艦体を損なうことが見込まれたため、ハンブルク提督府は同艦をできるだけ高額で売却する決定を下す。スペインが関心を示し、最終的に回航が決まった。しかしネーデルラント沿岸で激しい嵐に遭い、大いに損傷し、修理のため改めてハンブルクへ入港する。
ここで100,000クーラントマルクで売却することになるが、この価格では買い手が見つからなかった。
さらに提督府と市議会の間で議論が発生し、売却は代艦が利用できるようになるまで延期されることになった。
こうして3代目「ヴァーペン・フォン・ハンブルク」は、ヨハニス埠頭で浮き砲台として使われた。
就役から15年後の1737年、ようやく議論してきた両陣営は新しい護衛艦の調達を決定し、ハンブルクのある共同事業体に対して3代目「ヴァーペン・フォン・ハンブルク」の売却が可能となる。それは高額な修理を繰り返した末、目標額を遥かに下回る価格でのことであった。
売却後、同艦は武装商船へと改造され、1757年までは活動が証明できる。
1669年から1747年にかけて、護衛任務が行われなくなるまでハンブルク市のために活動し、「ヴァーペン・フォン・ハンブルク」の名を冠した護衛艦は全部で4隻存在する。

## 文献
- Kurt Grobecker: Hamburgs stolze Fregatten gegen die Korsaren – Konvoischiff(f)ahrt im 17. Jahrhundert. Medien-Verlag Schubert, Hamburg 2007, ISBN 978-3-937843-12-4
- Jörgen Bracker: Hamburg Portrait 1/76, Wapen von Hamburg (III) …ein schwimmender Barockpalast. Museum für Hamburgische Geschichte, Dingwort Verlag, Hamburg-Altona 1976.
- Jörgen Bracker: Gottes Freund – aller Welt Feind / Von Seeraub und Konvoifahrt / Störtebeker und die Folgen. Zertani Druckerei und Verlag, Bremen 2001, ISBN 3-9805772-5-2
- Wolfgang Quinger: "Wappen von Hamburg" I . Ein Konvoischiff des 17. Jahrhunderts. Delius Klasing Verlag, Hamburg 1980, ISBN 3768803295, ISBN 978-3768803298
- Werner von Melle: Karpfanger, Berend Jacobsen (1623-1683) Hamburger Seekapitän und Admiral. Biographie. Allgemeine Deutsche Biographie Band 15, 1882
- ゲオルク・ディートリヒ・フォン・デア・グレーベン（ドイツ語版）: Erläuterungen zum Verstande der Schiffahrt und des Seekrieges nach alphabetischer Ordnung, Breßlau 1774. Reprint der Originalausgabe: Neufahrn/Percha 1984, ISBN 3-88706-235-3
- Carlo M. Cipolla: Segel und Kanonen – Die europäische Expansion zur See. Verlag Klaus Wagenbach, Berlin 1999, ISBN 3-8031-3602-4
- W. zu Mondfeld, A. Bayerlein, M. Klingenbrunn: Schiffsgeschütze 1350-1870. Band 1, Herford 1988
- Herman Langenbeck: Anmerckungen über das Hamburgische Schiff- und See-Recht. Hamburg 1727
- Klaus Weber: Deutsche Kaufleute im Atlantikhandel, 1680-1830, Unternehmen und Familien in Hamburg, Cádiz und Bordeaux. C.H. Beck, München 2004, ISBN 3-406-51860-5
- Carl W. Reinhold, Georg Nikolaus Bärmann: Hamburgische Chronik von Entstehung der Stadt bis auf unsere Tage. Hamburg 1820
- Peter Hessel: Hertzfliessende Betrachtungen/ Von dem Elbe-Strom. Altona 1675